# اسمارده
اسمارده (به لاتین: Smārde) یک روستا در لتونی است که در شهرداری انگوره واقع شده‌است. اسمارده ۶۸۴ نفر جمعیت دارد.